# Methylgruppe

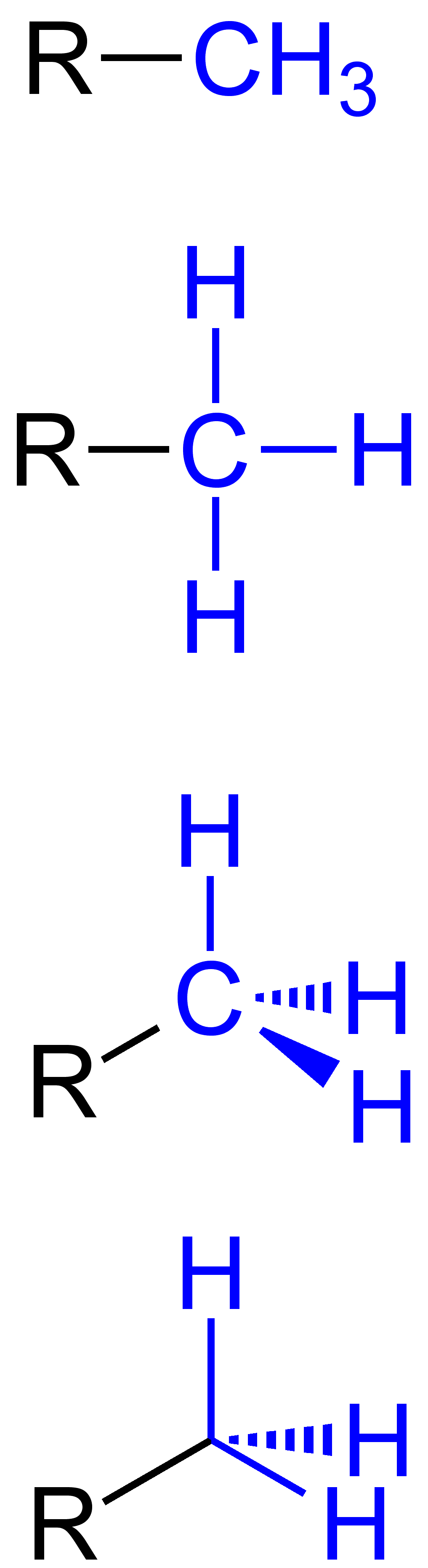
Verschiedene Darstellungsarten für die blau markierte Methylgruppe. R = Heteroatom, Organyl-Rest, wie Alkyl, Alkenyl, Aryl etc. oder andere Reste mit einer freien Valenz.

Die Methylgruppe (auch als Methyl-Rest bezeichnet) ist eine der einfachsten Atomanordnungen in der organischen Chemie. Die Formel lautet –CH3, sie besteht also aus einem Kohlenstoff- und drei Wasserstoff-Atomen. Sie ist keine eigenständige chemische Substanz, sondern stets Teil eines größeren Moleküls. Sie ist die einfachste Alkylgruppe und findet sich in vielen chemischen Verbindungen. Deren systematische Namen enthalten dann die Silbe „-methyl-“ (z. B. 2-Methylbutan).
In der Fachliteratur wird die Methylgruppe bisweilen mit „Me“ abgekürzt, so wird aus CH3OH für Methanol (Methylalkohol) MeOH.

## Geschichte
Der Begriff Methylgruppe leitet sich vom Methylalkohol (Methanol) ab. Dieser strukturell einfachste Alkohol erwies sich als Hauptbestandteil des sogenannten Holzgeistes, dessen Konstitution die französischen Chemiker Jean-Baptiste Dumas und Eugène-Melchior Péligot  in den 1830er Jahren ermittelten (als „Geist“ bezeichneten die Alchemisten und frühen Chemiker flüchtige (volatile) Stoffe, welche durch Destillation gewonnen werden konnten (vgl. Weingeist)).
Dumas und Péligot postulierten, dass die OH-Gruppe des Alkohols mit dem Strukturelement –CH3  verknüpft sein musste, und nannten dieses – französisch – Méthylène. Später wurde der Name verkürzt zu Methyl.
Die Endsilbe -yl stammt vom altgriechischen Wort hýlē (ὕλη) = Holz (in der Folge fand diese Endsilbe weite Verbreitung in der organischen Chemie für viele Substituenten). Méthy (altgriechisch μέθυ) soll für Wein oder ein berauschendes Getränk stehen.
Die Begriffe wurden rasch ins Deutsche übertragen, selbstverständlich ohne Akzent.
Historisch wurde die Methylgruppe auch als einfaches Radikal bezeichnet, nicht zu verwechseln mit „freien“ Radikalen (Radikal (Chemie)).

## Eigenschaften
Methylgruppen sind, wie für Alkane üblich, ausgesprochen reaktionsträge. Sie reagieren nur unter drastischen Bedingungen, wie beispielsweise bei der Oxidation von p-Xylol (1,4-Dimethylbenzol) mit Kaliumpermanganat zu Terephthalsäure (1,4-Benzoldicarbonsäure). In diesen Fällen wird die Reaktivität der Methylgruppe zudem durch den benachbarten aromatischen Ring gesteigert.
Eine Methylgruppe hat einen positiven induktiven Effekt, z. B. auf einen benachbarten Benzolring, da das Kohlenstoff-Atom eine Elektronen schiebende Wirkung auf den Ring hat. Die Methylgruppe dirigiert deshalb den Zweitsubstituenten bei der elektrophilen Substitution in ortho- und para-Stellung.